# Золочевский радиозавод
Золочевский радиозавод — промышленное предприятие в городе Золочев Львовской области Украины.

## История
Предприятие было построено в соответствии с семилетним планом развития народного хозяйства СССР как филиал Львовского радиотехнического завода и введено в эксплуатацию 3 ноября 1966 года.
В целом, в советское время радиозавод входил в число крупнейших предприятий города.
В мае 1995 года Кабинет министров Украины утвердил решение о приватизации радиозавода, в дальнейшем государственное предприятие было преобразовано в открытое акционерное общество.
В августе 1997 года завод был включён в перечень предприятий, имеющих стратегическое значение для экономики и безопасности Украины. Позднее завод был реорганизован в общество с ограниченной ответственностью.

## Современное состояние
Основной продукцией завода являются электрические провода для автомашин Mercedes-Benz, BMW и Opel - по заказу компании ООО "Електроконтакт Україна" (структурного подразделения немецкой компании «Elektrokontakt GmbH»). Кроме того, предприятие производит универсальные осциллографы.